# Karl Friedrich Geldner
Karl Friedrich Geldner, född 17 december 1852, död 5 februari 1929, var en tysk språkforskare och orientalist.
Geldner blev 1890 professor i Berlin, och 1907 i Marburg. Hans främsta verk är den stora, men ofullullbordade upplagan av Avesta (engelsk och tysk upplaga i 3 band 1885-95). Bland hans produktion i övrigt på det iranska området märks Metrik des jüngeren Avesta (1877), samt avdelningen Avestalitteratur (i Grundriss der iranischen Philologie, 2 1896-1904). 
Geldners produktion på det indiska området berör nästan uteslutande Rigvedatolkningen; hans jämte Richard Pischels utgåva Vedische Studien (3 band 1888-1901) var banbrytande inom vedaforskningen, och hans översättning av Rigveda (1923) var länge den mest auktoritativa Rigvedaöversättningen. Dessuotm märks Siebenzig Lieder des Rigveda (jämte Adolf Kaegi 1875) och Rigveda in Auswahl mit Kommentar (2 band 1907-09).